# Wilkinson megye (Mississippi)
Wilkinson megye az Amerikai Egyesült Államokban, azon belül Mississippi államban található. Megyeszékhelye Woodville, legnagyobb városa Centreville. Lakosainak száma 8587 fő (2020. április 1.). Wilkinson megye Adams, Franklin, Amite, East Feliciana, West Feliciana és Concordia megyékkel határos.

## Népesség
A megye népességének változása:
| Lakosok száma | 9851 | 9582 | 9457 | 9381 | 9122 | 8587 |
|               | 2010 | 2011 | 2012 | 2013 | 2015 | 2020 |